# Рєчки (Новоржевський район)
Рєчки (рос. Речки) — присілок в Новоржевському районі Псковської області Російської Федерації.
Населення становить 17 осіб. Входить до складу муніципального утворення Виборська волость.

## Історія
Від 2015 року входить до складу муніципального утворення Виборська волость.

## Населення
| 2001 | 2002 | 2010 |
| ---- | ---- | ---- |
| 43   | ↘28  | ↘17  |